# الحب المستحيل (مسلسل)
الحب المستحيل (بالتركية: Zoraki Koca)‏ (ويعني بالعربية: اجبرت زوجها) هو مسلسل تلفزيوني درامي اجتماعي تركي أنتج في 2 يوليو 2007. من بطولة أوزليم يلماز وبوراك أوزشيفيت عرض على قناة كانال دي التركية.

## القصة
يروي المسلسل قصة عمر البالغ من العمر 26 عاما والذي يتمتع بالحيويه والوسامة لكن كل تفكيره منصب على اللهو مع الفتيات، ورغم أنه الوريث الوحيد لشركة ((أوزبولات)) الا انه لايريد تحمل مسؤوليه. وفي إحدى الأيام وبسبب مشكلة أراضٍ في مدينة أخرى كانت تواجه شركة (أوز بولات) يضطر السيد (كمال) لإرسال ابنه (عمر) لتلك المنطقة، ولكن (عمر) ينتهز تلك الفرصة ويقوم باصطحاب صديقين له، ليقوموا برحلة سياحية في تلك المنطقة عوضًا عن العمل، وفي تلك الأثناء من فتاة إلى الفتاة إلى ان يصل إلى رشا التي تبلغ من العمر 22 التي لم ينجح أي شاب في الوصول إلى قلبها أو عقلها فيعجب بها على الفور. لكن عندما تتجاهله رشا يسخر اصدقاء عمر منه، فيراهنهم على انه يستطيع الوصول لقلبها بسرعة، فيضطر إلى الزواج منها ليربح الرهن ويدرك عمر حجم الورطة التي اوقع نفسه بها، فيقرر الهرب إلى (إسطنبول) بحجة ان اب عمر مريض فيهرب وبعد مرور اسبوع دون أن يتصل عمر برشا فتقرر سفر إلى إسطنبول عندما تصل رشا إلى إسطنبول تفاجى بان اب عمر لم يكن مريض وان عمر كان يكذب عليها ويخدعها وتزوجها ليربح الرهن وتبدأ القصة.

## طاقم العمل والشخصيات
| الشخصية العربية                            | الممثل         | مؤدي الصوت العربي      | معلومات عن الشخصية                                                                    |
| ------------------------------------------ | -------------- | ---------------------- | ------------------------------------------------------------------------------------- |
| رشا أزبولاط                                | أوزليم يلماز   | همسة الحايك            | شخصيه هادئه وجميله ورائعه ورومانسيه، وزوجة بطل المسلسل عمر أزبولاط                    |
| عمر أزبولاط                                | بوراك أوزشيفيت | سعد لوستان             | بطل المسلسل رومانسي مرح وشخصيه جذابه وأداء رائع، وزوج بطلة المسلسل رشا أزبولاط        |
| كمال ازبولاط                               | سومر تيلماك    | محمد خاوندي            | والد عمر الاصلع الكوميدي والبخيل جدا وصاحب شركة ازبولاط هولدينق                       |
|                                            |                |                        |                                                                                       |
| سعادات ازبولاط                             | لسيل يوكيسوي   | بثينة شيا              | والده عمر وزوجة كمال ازبولاط المتسلطة التي تحب النقود                                 |
| رجب افندي                                  | شيات تامر      | محمد خير عليوي         | حبيب رنيم والده رشا الغليظ البارد وهو مثل والد لرشا ويتدخل في كل شؤونها               |
| رنيم والده رشا                             | ساراي قوزلر    | أنجي اليوسف            | شخصية هادئة وجميلة كرشا وتحب رجب افندي بعد رحول زوجها والد رشا                        |
| سميرة مربية عمر                            | زيرين سومر     | وفاء موصللي            | شخصية ضحوكة بشوشة وصديقة سعادات المقربة وتحب عمر كأبنها                               |
| طارق باش اا المحامي اا                     | اليكان يوكيسوي | حسام سكاف              | محامي شركة ازبولاط الغليظ البارد كلوح البوظ ويحب رشا                                  |
| نورا بنت نزير بيك                          | اينيس اوتوك    | زينة ظروف              | خطيبة عمر الذي اجبرته امه عليها وهي غبية ومدللة جدا                                   |
| شكران خانم                                 | قامزي ديمربيلك | رائفة احمد             | ذراع كمال بيك الأيمن وسكرتيرته وهي عملية وجدية جدا وهبله وتحب ناجي طباخ فيلا كمال بيك |
| ناجي الشيف                                 | بريسم ييسم     | نضال حمادي             | طباخ فيلا كمال الفرنسي وحبيب شكران                                                    |
| بشار وعمار اصدقاء عمر المقربين             |                | عروة العربي وخالد مزهر |                                                                                       |
| إبراهيم وهديل السائق والشغالة يحبان بعضهما |                |                        |                                                                                       |

- Fatih Dogan	... إبراهيم السائقIbrahim
- Ferdi Kurtuldu	... 	عمار صديق عمر Taner
- Duygu Paraciklioglu	... Sibelهديل الشغالة
- Ibrahim Selim	... بشار صديق عمرYasar

## البث
- الجدول التالي يبين القنوات التي عرض فيها المسلسل.

| اللغة                                  | القناة الباثة               | التاريخ   | مصادر |
| -------------------------------------- | --------------------------- | --------- | ----- |
| تركيا التركية                          | كانال دي                    | 2007-2008 |       |
| سوريا العربية (باللهجة السورية)(مدبلج) | إم بي سي 4 (اللهجة السورية) | 2009      |       |